# 洪棄生
洪棄生（1866年12月17日—1928年），譜名攀桂，訓名一枝，表字月樵，臺灣割讓後，改名繻，字棄生，以字行。曾用洪曰堯，又有筆名洪棄父、洪棄生父，祖籍福建南安，彰化鹿港人，臺灣清末、日治時期古典文學家、詩人、史家。著有《寄鶴齋詩矕》、《寄鶴齋文矕》、《臺灣戰紀》、《中東戰紀》等。《鹿港乘桴記》三民高中課本第七課。

## 生平
少時就讀彰化白沙書院，清朝光緒十年（1884年）以第一名入學生員，光緒15年（1889）中秀才。光緒廿一年（1895年）馬關條約後，絕意仕進，不再科舉，遂潛心於詩詞、古文，把臺灣歷史與社會刻劃於詩文中表達反對統治殘暴行徑。
光緒廿一年（1895年）馬關條約，日軍入臺，與丘逢甲等擁巡撫唐景崧為大總統，創臺灣民主國，同主抗日，被任為中路籌餉委員。旋即失敗，洪自署為清朝遺民，秉持春秋大義，嚴夷夏之防，閉戶讀書，潛心於詩文抗日，拒與日人合作，以示消極抵抗，一面以言行抗日，如不講日語、保留髮辮、反對改曆易服、以干支紀年，堅守民族正氣與自尊；一面以文筆抗日，創作詩文及史學作品，以犀利之文筆，詳實記載日軍佔領臺灣、義軍英勇抗日以及日本統治行徑，對當時民氣起了極大的鼓舞作用。
光緒23年（1897）與蔡啟運、施梅樵等組織「鹿苑吟社」，藉吟詠唱和，抒發故國之思與亡國感，不僅延續漢文化，而且潛蘊抗日之志。1919年，蔡惠如、林幼春等正式成立「台灣文社」，發刊《台灣文藝叢誌》，洪氏被聘為評議員，並在刊物發表作品；1921年參加陳懷澄、莊太岳為發揚民族氣節所組之「大冶吟社」，受聘為顧問。除此之外，他也曾為「蓮社」社員以及霧峰林家客卿。1924年，連雅堂創辦《臺灣詩薈》，所刊登洪氏的作品，計有古詩、古文、《寄鶴齋詩話》、《八州遊記》等，皆為傳續文化於不墜而努力。

## 作品
洪棄生著作內容豐碩，方面偏重社會寫實外，亦有史評、政論、遊記、詠史、人物傳記、論學等，真實反映時代。多收錄於胥端甫所編《洪棄生先生遺書》。
著有《謔蹻集》、《披晞集》、《枯爛集》等社會寫實詩為其重要詩集；文集有《寄鶴齋詩話》、《寄鶴齋駢文集》、《寄鶴齋古文集》、《寄鶴齋制義文集》；專著有《八州遊記》、《瀛海偕亡記》、《中西戰紀》、《中東戰紀》，以《瀛海偕亡記》為代表名作。從這些作品可以瞭解洪氏在日治前後的內心世界及思想特質，尤其對故國之思與異類之憤表露無遺。洪氏的詩文風格大受日人據臺的影響，風格由清領時的溫柔婉麗，高雅古樸，一變而為激楚悲慨，沈鬱蒼涼。洪棄生著作也多有批評西學（現代文明）之處，例如〈鐵車路〉一詩中，批評火車是「西人逞巧亦良危」，更認為「又況勞民復傷財，民窮財盡滋內患」。在〈鹿港乘桴記〉中，又批評日本人興建鐵道未經鹿港導致市況沒落。
洪在世時，堅持衣髮如舊，後雖遭日本警察強行剪去辮髮，仍留下「我生跼蹐何不辰，垂老乃為斷髮民，披髮欲向中華去，海天水黑波粼粼」、「長嘆無天可避秦，中華遠海總蒙塵，本為海島埋頭客，更變伊川披髮人。」等詩作。

## 評價及影響
在臺灣古典文學家中，他的作品堪稱各體精工，清辜鴻銘稱他的文學造詣是「十八般武藝，樣樣精通」；近人梁寒操稱他「對於古史時事、山川形勢，都有深刻的研究，切身的經歷，所以能夠發為遺民的哀鳴」；胥端甫則認為從他的作品可見到仁民愛物之思想精神，以及觸排異族之殖民統治。後人稱他為「真儒」、「君子人」與「貞士」，顯見他的人格及作品，已受到尊重與肯定，在臺灣古典文學史上，他被稱為「台灣詩史」，乃實至名歸，並非過譽。日本作家佐藤春夫評論其詩為「如同讀到用漢字寫成的波特萊爾詩集」。
其子為作家洪炎秋。

## 外部連結
- 臺灣古典文學瑰寶—洪棄生 （页面存档备份，存于）
- 果子離>台灣的不合作主義者洪棄生
- 流離累索：洪棄生與羅大佑